# فالکنبرگ/الشتر
شهر فالکنبرگ/الشتر در ایالت برندنبورگ در کشور آلمان واقع شده است.